# Торопова, Мария Сергеевна
Мария Сергеевна Торопова (Хрусталёва) (род. 6 октября 1987, Вологда) — российская баскетболистка, выступает в амплуа разыгрывающего защитника. Мастер спорта России.

## Биография
Хрусталёва Мария — воспитанница вологодского баскетбола. В своё время, когда Мария стала делать первые шаги в баскетболе, её мама была против занятий из-за маленького роста. Но Маша не сдавалась и после того как у неё стало получаться мама забрала к себе в баскетбольную секцию. После девятого класса она стала получать приглашения из различных городов России.
В 16 лет Марию пригласили в команду «Шелен» из Красноярска, которая на тот момент вышла в Суперлигу А. В основном она играла за дубль в Суперлиги Б, хотя и за основу «Шелена» она получала игровое время: по 2-3 минуты за матч. Летом 2007 года Марию пригласили на учебно-тренировочный сбор в Новогорск, где осуществляла подготовку сборная страны к чемпионату мира среди молодёжных команд (девушки 1986 г. р.), но она не прошла в основной состав.
В свой последний сезон в «Шелене-ЕТК» (2007/08) Хрусталёва стала получать достаточное количество игровой практики, играла в основном составе, но после того как по итогам сезона команда покинула элитный дивизион Мария решила поменять команду.
Главный тренер команды Валерий Цибулевский сказал

Мария заключила договор с агентом, который выставил определенные финансовые условия. Ему нужны были какие-то агентские, но это же несерьезно: мы подготовили игрока, а теперь должны платить за него постороннему человеку. Мне кажется, Хрусталева допустила ошибку. Может быть, она думала, что будет нарасхват, однако клубы дивизиона «А» не проявили к ней интереса. Мы могли предложить Маше место в основном составе и нормальную зарплату, но за свои поступки нужно отвечать. Я сказал ей: «Если хочешь играть у нас, разбирайся с агентом сама».

С 2008 по 2010 год Мария выступала за «Вологду-Чевакату», где показывала стабильную игру как за основу так и за молодёжную команду. Участвовала в розыгрышах Кубка Европы. В 2009 году, заканчивая обучение в Красноярском государственном университете, Мария получила приглашение от тренера студенческой сборной России Бориса Соколовского (он же по совместительству тренер «Вологды») для участия в Универсиаде — 2009. Из Белграда она вернулась с серебряной медалью.
В 2010 году вслед за Борисом Соколовским Мария покинула клуб и подписала контракт с новосибирским «Динамо-ГУВД», где Соколовский стал главным тренером. Начало сезона в Новосибирске не сложилось, во время тренировочного сбора она подвернула ногу, потом операция и только 23 января 2011 года в матче с московским «Динамо» состоялся дебют в майке «Динамо-ГУВД», проведя на площадке 12 секунд. В последующие сезоны это стало дурной традицией в начале сезона получать травмы, так в сезоне 2011/12 в матче со шведским «Телге» в Кубке Европы, 24 ноября 2011 года, Мария вывихнула плечо и появилась снова на площадке 28 января 2012 года. В сезоне 2012/13 в матче с «УГМК», 3 ноября 2012 года, в борьбе за отскок Дайана Таурази на 21-й секунде матча нанесла травму Маше, которая вернулась на площадку 22 декабря 2012 года.
В 2011 году, Мария снова получила приглашение выступить за студенческую сборную России в Универсиаде — 2011. Команда заняла 5-е место.
По состоянию на 2012 и 2013 годы Мария Хрусталёва являлась самой низкорослой в команде «Динамо-ГУВД».
После трёх сезонов в Новосибирске, с осени 2013 года Мария начинает выступать за курское «Динамо», где также является самой низкорослой в команде. За время, проведенное в Курске, баскетболистка становилась обладателем кубка России, дважды завоевывала бронзовые медали чемпионата России, также в 2015 году стала бронзовым призёром Евролиги и в 2014 году была финалистом Еврокубка ФИБА.

### Статистика выступлений за клубы (средний показатель)
|  | Кубок Европы |
|  | Евролига     |

| Клуб                                | Сезон   | Чемп. | Чемп.   | Чемп.   | Чемп.   | Кубок России | Кубок России | Кубок России | Кубок России | Еврокубки | Еврокубки | Еврокубки | Еврокубки |
| Клуб                                | Сезон   | Игр   | Очк     | Подб    | Перед   | Игр          | Очк          | Подб         | Перед        | Игр       | Очк       | Подб      | Перед     |
| ----------------------------------- | ------- | ----- | ------- | ------- | ------- | ------------ | ------------ | ------------ | ------------ | --------- | --------- | --------- | --------- |
| Вологда-Чеваката Вологда-Чеваката-2 | 2008/09 | 10 13 | 1,5 6,6 | 0,9 2,8 | 1,3 2,5 | 3 -          | 3,7 -        | 1,7 -        | 1,0 -        | 3         | 0         | 0,3       | 1,0       |
| Вологда-Чеваката Вологда-Чеваката-2 | 2009/10 | 18 10 | 4,7 9,8 | 2,2 3,2 | 2,5 3,8 | 7            | 8,6          | 3,3          | 1,9          | 4         | 7,3       | 1,8       | 1,3       |
| Динамо-ГУВД                         | 2010/11 | 14    | 5,1     | 2,4     | 1,6     | 2            | 4,0          | 1,0          | 0,5          | 3         | 1,7       | 0,7       | 0,3       |
| Динамо-ГУВД                         | 2011/12 | 14    | 7,0     | 3,1     | 3,1     | 4            | 8,2          | 2,2          | 3,0          | 4         | 8,5       | 3,5       | 2,3       |
| Динамо-ГУВД                         | 2012/13 | 13    | 5,4     | 1,8     | 3,0     | 2            | 8,0          | 1,0          | 3,0          | 2         | 9,0       | 2,0       | 3,5       |
| Динамо (Курск)                      | 2013/14 | 26    | 3,1     | 1,4     | 1,3     |              |              |              |              | 9         | 2,9       | 1,2       | 1,7       |
| Динамо (Курск)                      | 2014/15 | 18    | 1,4     | 1,2     | 0,9     |              |              |              |              | 1         | 0         | 0         | 1,0       |

## Достижения
- Серебряный призёр Универсиады: 2009
- Бронзовый призёр Евролиги: 2015
- Бронзовый призёр чемпионата России: 2014, 2015
- Обладатель Кубка России: 2015
- Финалист Кубка Европы ФИБА: 2014.
- Четвертьфиналист Кубка Европы ФИБА: 2009, 2011.
- Бронзовый призёр Кубка России: 2014

### Статистика выступлений за сборную России (средний показатель)
| Сборная     | Сезон | Место | Чемпионат | Чемпионат | Чемпионат | Чемпионат |
| Сборная     | Сезон | Место | Игр       | Очк       | Подб      | Перед     |
| ----------- | ----- | ----- | --------- | --------- | --------- | --------- |
| Универсиада | 2009  | 2     | 7         | 3,7       | 2,0       | 2,5       |
| Универсиада | 2011  | 5     | 5         | 7,2       | 2,2       | 0,8       |

## Личная жизнь
Любимая музыка: Совершенно разная, практически все направления.
Любимый фильм: любит старые фильмы. Например, «Джентльмены удачи», «2+3», «Собачье сердце», «Сибирский цирюльник», нравятся исторические фильмы.
Закончила музыкальную школу по классу фортепиано.
Обожает играть в футбол.
О себе

Я очень эмоциональный человек, но на площадке стараюсь держать эмоции при себе. Я могу переживать, но все равно буду делать своё дело. И не только потому, что получаю за это деньги, а потому что за моей спиной есть команда, потому что не имею право их подвести, потому что на нашу игру смотрят болельщики. В основном, я играю для болельщиков: я люблю красивую игру, а им это тоже нравится. Когда зал реагирует на красивые атаки — это круто.

В 2015 году вышла замуж за баскетболиста Сергея Торопова.